# كفر محمود شاويش
قرية كفر محمود شاويش هي إحدى القرى التابعة لمركز الزقازيق في محافظة الشرقية في جمهورية مصر العربية. حسب إحصاءات سنة 2006، بلغ إجمالي السكان في كفر محمود شاويش 634 نسمة، منهم 349 رجل و285 امرأة.